# グローランサーIV Return
『グローランサーIV Return』（GROW LANSER IV Return）は、アトラスから発売されたPlayStation 2用ゲームソフト。2005年3月10日に『グローランサーIV』の廉価版と同時に発売。

## 概要
本作は『グローランサーIV』をベースとしたアドベンチャーゲームであり、本編の後日談や、サイドストーリーが物語の中核をなしている。3つのシナリオではIVの主人公であるクレヴァニールと本作で登場する女性グローリア、ヴァルカニア王国軍士官学校の士官候補生であったディアーナ・シルヴァネールとオーディネル兄弟、元アルテン・シュバルト傭兵団副団長にしてバウアー傭兵団団長のバウアーとデュルクハイム国軍将校のルーミス・リヒトマン、それぞれを軸にした物語が展開される。また、『グローランサーIII』や『IV』に登場した人物も各シナリオにて登場する。
また、ディアーナ・シルヴァネールを主人公とした本編の後日談（上記のストーリーより更に後）を描くOVAも付属されている。エンディングのアニメーションは『I』～『III』のキャラが登場するファンサービス的なものとなっており、最後には次回作の主人公であるゼオンシルトも映っている。さらにGROWLANSERカルトクイズという、『I』～『IV』までのシリーズを題材とした100問のクイズも楽しめ、全問正解すると『グローランサーV』の予告ムービーを見る事ができる。

## ストーリー

### グローランサーIV Return
『グローランサーIV』の最終決戦の果て、それから1年の間行方不明となっていた主人公クレヴァニール。彼と謎の女性グローリアを軸に、異世界から元の世界へ帰還するまでが「精霊」「時空」「帰還」の3章に分けて展開される。「精霊」の章は『グローランサーIII』の世界でのクレヴァニールの旅を描く。間違った選択肢を選ぶとバッドエンドとなる。エンディングリストも用意されている。「時空」の章はグローリアの視点を通して描かれ、選択肢も無く一本道。「帰還」の章では本編のデータをコンバートする事で、本編の各エンディングの後日談を見る事が出来る。

### Foreboding
ディアーナ・シルヴァネールがロイヤル・ガードになる以前、士官学校時代が舞台。クリストファーやアルフォンス、ミュンツァーとの関わりが描かれる。途中の選択を一つでも誤ると最後にバッドエンドになるというシビアなシナリオ。

### SENSHI
クレヴァニールやレムスにとって共に戦う仲であった2人の戦士。傭兵バウアーと軍人ルーミス・リヒトマン。彼等が戦いの中で絆を結び、共に抱いた理想や信念故にクレヴァニール達と刃を交えるまでの生き様が明かされる。他のシナリオに比べるとゲームオーバーになる機会は少ない。各章は「戦士」「戦死」「千思」など、全てSENSHIと読むタイトルとなっている。

## 登場人物
本作の登場人物の内一部は『III』や『IV』とは異なるキャスティングをされている。

### 主要人物
クレヴァニール・ソロ（名前変更可能）
声：高橋直純（OVA）
本作の主人公。アルテン・シュバルト傭兵団から様々な出来事を経てマーキュレイのために戦い、世界を救うべくアイゼンヴァント山山頂の戦いの果て、自らの消滅を受け入れて時空の狭間に飛ばされる。そこで出会ったグローリアの力で『III』の舞台であったキルシュラーンド大陸に辿り着き、新しい物語が始まる。
今後について思案している最中にモニカと出会い、自分の存在がこの世界に危機を招いている事を知らされ、元の世界に帰る為に彼女に同行する。その途中で自分を救ってくれたグローリアがこの世界に害を成そうとしている事を知るが、闇の精霊使いの総本山にてグローリアの悲しみを知り、モニカ達にグローリアも一緒に飛ばすように訴えた。それによってグローリアの記憶に触れつつ『IV』世界のノイエヴァール大陸に戻ったものの、グローリアの存在が影響した所為で元の時代より200年も過去に着いてしまった。しかし人魚となったグローリアの最後の力で現代へと送り返され、本編のエンディングへと繋がっていく（元の時間からは1年ほどずれてしまったため、本編でも1年間行方不明になっていた）。「帰還」の章では帰りを待っていた人との後日談が描かれる。
選択肢にもよるが、普段は冷静ながら内に熱いものを秘めた正義感の強い性格として描かれる。人当たりも良く、誰に対しても気さくに話せ、時には意中の人の気を引く為に芝居を打ったり、食欲旺盛だったり、朝寝坊を好んだりと人間味溢れる描写も多い。
グローリア・メルキュース
声：那須めぐみ
クレヴァニールが飛ばされた異世界で遭遇した謎の女性。クレヴァニールの意思を問い、この世に留まりたいと答えた彼を更なる別の世界へと送り出す。顔立ちが本編の登場人物であるレムスやアシリアに似ている。
正体は三国大陸に移住した人間の末裔で、『II』に登場したアリエータと同世代に当たる。しかし、旧作のメインキャラであるルイセやアリエータ等の皆既日食のグローシアンとは違い、最も力の弱い部分月食のグローシアンである為、地位も低かった。ゲーヴァスとの人格融合で正気を失ったヴェンツェルに人体実験を繰り返された結果、実験で植えつけられた時空干渉能力の暴走によって時空の狭間に飛ばされ、そのまま一人漂流し続けていた。そんな時にシオンと出会い、心を通わせるが、そのシオンがスレイン等に倒された事で復讐を決意する。その為に同じく時空の狭間を彷徨っていたクレヴァニールを利用したはずだった。「時空」の章はこの記憶が彼女の視点から語られる。
最後は闇の精霊使いの総本山を襲撃するが、クレヴァニールに掴み掛かられた際にシオンを奪われた悲しみと怒りを暴露し、クレヴァニールの頼みを聞き入れたモニカ達によって、クレヴァニールと共に『IV』の世界の過去に転送される。時空を漂流して来た彼女はその世界の生物と融合しなければ存在を維持出来ず、クレヴァニールは自分の身体を使うように訴えるが、グローリアはそれを拒んで海に飛び込み、体内のゲヴェル細胞を通じて一匹の魚と融合し、人魚となった。そして残った力でクレヴァニールを元の時代へと送り返した。
その後はマーキュレイ王国の建国に貢献し、時空に干渉する能力を用いてマーキュレイ王家に「メルキュースの託宣」を残した。本編で触れられた「人魚・メルキュース」とは彼女の事であり、現代に戻ったクレヴァニールはレムスにだけグローリアの事を話した（後にレムスからアリシアに伝えられるであろう事は示唆される）。

### 精霊使い
モニカ・アレン
声：南央美
クレヴァニールが異世界にて遭遇した、人間の父とフェザリアンの母を持つ少女。スレインと共にシオンを倒して以降は闇の精霊使いとして生きていくことを決め、闇の妖精ラミィと共に各地を回っては成仏できない魂を輪廻の輪に導いたりしている。異変の原因がクレヴァニールである事を知り、もしも彼が世界を滅ぼそうとしているのであれば、或いは話に耳を貸さなかった場合は倒すつもりだったが、そうでなければ元の世界に送り返してあげたいと考えている。投げナイフの名手。
事情を理解したクレヴァニールを連れて闇の精霊使いの総本山に向かう途中、グローリアの襲撃によって窮地に陥るも、クレヴァニールに助けられる。
ヒューイ・フォスター
声：川田紳司
かつてスレインと共にシオンを倒した当事者の、風の精霊使い。女好きで陽気な性格は相変わらずだが、剣や魔法の腕の高さも変わらず。
グランフォード
シェルフェングリフ帝国の都市、ビブリオストックの領主にして地の精霊使い。シオンとの戦いの後もビブリオストックに留まり、領主としても精霊使いとしても精力的に活動している。
シモーヌ
声：吉田小南美
月の精霊使いの女性。オルフェウス・リードブルグの母。かつては息子の肺病と娘の免疫不全症の治療を条件にシオン一派に属し、バーバラと名乗っていた。当時からシオン達の行動に内心では批判的であったため、現在はバーバラと呼ばれることを嫌っている。

### その他の人物
ゲルハルト・オーヴェル
アグレシヴァル王国軍総司令官。高齢ながら並外れた速さを誇る剣術の使い手。バッドエンドルートのみ登場。
オルフェウス・リードブルグ
元シェルフェングリフ帝国ジェームズ派の将軍。シモーヌの長男で一刀流の使い手。かつては肺病に悩んでいたが、現在は全快している。
ヴィンセント・クロイツァー
元シェルフェングリフ帝国ジェームズ派の将軍で、帝国3将軍の1人。予備も含めて4本の剣を常備している二刀流の使い手。
シオン
かつて強大な力を求めた末、スレイン達に倒された人物。シモーヌの口から彼の隠された側面が語られる。
クライブ
かつてのシオン一派の1人で、シオン同様スレインに倒された人物。生前にシモーヌに語っていたとある考察が、彼女の口から明かされる。
闇の精霊王
声：不明
闇の精霊使いの最高位に位置する人物。モニカにクレヴァニールを元の世界に転送する秘術を行う為、それに必要な人や物の準備をするよう命じる。『III』の時点で闇の精霊王であったスレインとは別人で、彼の後任である。姿は表示されない。
ローランド王
ローランド王国の国王。フェザリアンとローランド王国が協力して行った時空融合計画において新天地に旅立たず、祖国ローランドに留まった。シオン亡き後は鉱山街ツァイトスタインで1人慎ましく暮らしている。

## OVA
『グローランサーIV』。ゲーム同梱DVD。

### キャスト
- シルヴァネール - 園崎未恵
- クレヴァニール - 高橋直純
- レムス - 永田亮子
- フレーネ - 牧島有希
- ライノス - 草尾毅
- フィドニック - 星野充昭
- イライザ - 浅野真澄
- ヴァレリー - 櫻井孝宏
- クリストファー - 高橋広樹
- ミケル - 飯島美春
- 兵士・貴族A - 小林和矢
- 兵士・貴族B - 金光宣明
- 兵士・貴族C - 河本邦弘
- 子供1 - 相橋愛子
- 子供2 - 牧口真幸
- 子供3 - 森樹里

### スタッフ
- キャラクター原案・監修 - うるし原智志
- ゼネラルマネージャー - 奥出信行・板垣耕三（アトラス）
- エグゼクティブプロデューサー - 横山秀幸（アトラス）
- プロデューサー - 高田慎二郎（アトラス）、川崎とも子（ゼクシズ）、瀧ヶ崎誠（フィール）
- ディレクター - 肥田泰治（アトラス）
- 脚本 - 葉月陽・野上泰大（アトラス）
- 絵コンテ・監督 - むらた雅彦
- アニメーションキャラクターデザイン・作画監督 - 湯本佳典
- 美術監督 - 柴田千佳子
- 撮影監督 - 近藤靖尚
- 音響監督 - 西村朋紘
- 色彩設計 - 岩井田洋
- 編集 - 瀬山武司
- 音楽 - 濱田智之（T's Music）
- 制作 - ZEXCS、feel
- 製作・著作 - 株式会社アトラス

### 主題歌
- エンディングテーマ『約束』

作詞・作曲 - 芦沢和則、唄 - 園崎未恵